# Blue Ridge Manor
Blue Ridge Manor é uma cidade localizada no estado americano de Kentucky, no Condado de Jefferson.

## Demografia
Segundo o censo americano de 2000, a sua população era de 623 habitantes. 
Em 2006, foi estimada uma população de 644, um aumento de 21 (3.4%).

## Geografia
De acordo com o United States Census Bureau tem uma área de 
0,5 km², dos quais 0,5 km² cobertos por terra e 0,0 km² cobertos por água.

## Localidades na vizinhança
O diagrama seguinte representa as localidades num raio de 4 km ao redor de Blue Ridge Manor. 